# Barcelona Pensa
Barcelona Pensa és el primer festival català sobre filosofia que promou la Facultat de Filosofia de la Universitat de Barcelona. L'objectiu és difondre, apropar i transmetre la filosofia a nivell de carrer. La primera edició va ser del 17 al 22 de novembre del 2014 i es fa cada any coincidint amb el Dia Mundial de la Filosofia, que la UNESCO va decretar pel tercer dijous de novembre. Les activitats són sempre gratuïtes i es fan en llocs coneguts de la ciutat de Barcelona com el CCCB, la Filmoteca de Catalunya o les facultats de la Universitat de Barcelona.
El festival aposta pel dret a la filosofia com a tret fonamental d'una cultura crítica i participativa en la que tothom ha de poder sentir-se implicat. Per això, el projecte està destinat a convertir el discurs filosòfic en un bé comú i compartit, esborrant la frontera tradicional entre alta i baixa cultura, i fent del pensament teòric i reflexiu un element fonamental de la nostra experiència.

## Història
La primera directora del Barcelona Pensa va ser Laura Llevadot. Actualment, els responsables del Barcelona Pensa són el José Díez i la Núria Sara Miras.
La primera edició del Barcelona Pensa es va fer del 17 al 22 de novembre del 2014, amb uns 2.000 assistents. La Segona, del 16 al 21 de novembre del 2015, va doblar el nombre de participats. El tercer Barcelona Pensa va ser del 14 al 19 de novembre del 2016, amb 36 activitats als carrers de Barcelona. Des de la primera edició, el disseny i la imatge del festival és obra de Genís Carreras.
El 2017, el Barcelona Pensa es va convertir en una marató amb dotze hores ininterrompudes d'activitats sobre filosofia, i el festival d'una setmana va passar a ser biennal a partir del 2018.